# آلفرد اوون (بازیکن فوتبال، زاده ۱۸۸۰)
آلفرد اوون (انگلیسی: Alfred Owen؛ زادهٔ 1880) بازیکن فوتبال اهل پادشاهی متحد بریتانیای کبیر و ایرلند است.